# Stephen Roberts
Stephen Roberts  (Londen, 1952) is een Brits componist, muziekpedagoog, dirigent, hoornist en muziekuitgever.

## Levensloop
Roberts kreeg zijn eerste muzieklessen bij Sir Harrison Birtwistle, die hem adviseerde hoorn te leren spelen. Hij studeerde hoorn bij Alan Civil aan het Royal College of Music te Londen. Vervolgens studeerde hij compositie aan de Universiteit van Birmingham en promoveerde aldaar tot Ph.D. (Philosophiæ Doctor). In Birmingham was hij medeoprichter van het Fine Arts Brass ensemble, met wie hij meer dan 2000 concerten in zestig landen verzorgde en vele elpees, compact discs en uitzendingen voor de radio opgenomen heeft. In 2000 verliet hij dit ensemble om zich op het componeren en dirigeren te focusseren. 
Als hoornist soleerde hij met meestal toporkesten van het Verenigd Koninkrijk, van de BBC Big Band tot het London Symphony Orchestra. 
Sindsdien is hij dirigent van diverse brassbands onder andere de Jones & Crossland Band in Birmingham, de Desford Colliery Brass Band en is vanaf 2004 als dirigent verbonden aan het English Symphony Orchestra. Tijdens het Zürich Festival was hij ook dirigent van het Züricher Kammerorchester.
Verder is hij sinds 2002 werkzaam als professor voor orkestratie aan de Royal Military School of Music "Kneller Hall" in Twickenham, docent voor dirigeren, compositie en orkestratie aan de Universiteit van Birmingham en professor voor hoorn aan het Royal Conservatory of Music Birmingham in Birmingham (Engeland). 
Als componist schrijft hij voor orkesten, harmonieorkesten, brassbands en kamermuziek.

## Composities

### Werken voor orkest
- 2000 The next stop is....Angel , voor orkest
- 2006 Sinfonia, voor koperblaasinstrumenten, strijkers en slagwerk
- 2008 Canticum Novum - Psalm 98, voor gemengd koor en orkest
- An Irish Frolic, voor orkest
- Britannia All At Sea Sea, zeeliederen fantasie voor orkest
- Lucerne Song, voor orkest
- Not the twelve Days of Christmas, voor spreker, gemengd koor en orkest - tekst: John Julius Norwich

### Werken voor harmonieorkest en brassband
- 2006 World Dances, voor harmonieorkest (later herwerkt voor jeugdorkest en brassband)
- 2008 Malvern Chase Suite, voor brassband (later herwerkt voor harmonieorkest)
  1. Busy Shopping (Rue Mouffetarde - Paris)
  2. Break Dance (Bronx - New York)
  3. Installation (Tate Modern - London)
  4. A Walk in the Gardens (Botanical Gardens - Kyoto)
  5. Toreadors (Plaza de Toros - Sevilla)
  6. Chorale & Fanfares (At the Tomb of the Unknown Soldier)
  7. Good Times Past (Old Town - St Louis)
- American Carnival, voor brassband (later herwerkt voor harmonieorkest)
- Bhangra Dance, voor brassband (later herwerkt voor harmonieorkest)
- Carrickfergus, voor bariton solo (of eufonium of trombone) en brassband  (later herwerkt voor eufonium en harmonieorkest)
- Chorale and Fanfares, voor harmonieorkest
- Down by the sally gardens, voor eufonium solo en brassband
- Good Times Past, voor harmonieorkest
- Gaudete!, voor brassband (later herwerkt voor harmonieorkest)
- Island Sun, voor brassband (later herwerkt voor harmonieorkest)
- Keel row fantasy, voor brassband
- Lagan Love Song (My Lagan Love), voor eufonium solo en brassband
- Londonderry Air, voor brassband
- March to the Brasshouse, voor brassband
- Mexican Festival, voor harmonieorkest
- Not the twelve Days of Christmas, voor spreker en brassband - tekst: John Julius Norwich
- Safari Tanzani, voor brassband
- Shaker Variations - Air varie on Simple Gifts, voor eufonium solo en brassband
- The Lark in the clear Air, voor flugelhoorn solo en brassband
- The Planets, suite van Gustav Holst bewerkt voor brassband 
  1. Mars
  2. Venus
  3. Mercury
  4. Jupiter
  5. Saturn
  6. Uranus
  7. Neptune
- Toreadors, voor harmonieorkest
- Tuba Copper - Variations on Arthur Sullivan’s "Policeman’s Song", voor Es tuba solo en brassband
- "Venus" & "Jupiter" uit de suite "The Planets", van Gustav Holst bewerkt voor brassband (In 2003 verplicht werk tijdens de 2003 British Open Brass Band Championship)

### Werken voor koperensembles

#### Koperkwintetten
- A Stuart Masque (music from the court of King James 1st)
- American Carnival
- "Clear the Line" Boogie
- Down by the Riverside
- Fanfare and Short Blast
- Londonderry Air
- Three traditional Christmas pieces
  1. In Dulci Jubilo
  2. Coventry Carol
  3. Variations on Adeste Fidelis

#### Grote koperensembles met andere instrumenten
- Breathless, voor 4 trompetten, hoorn, 4 trombones en tuba
- Concerto di Cucaracha, voor hoorn solo en koperensemble (10 spelers)
- Fanfare for Richard, voor 3 trompetten, hoorn, 2 trombones, tuba en slagwerk
- "Fanfare and March" from the opera "Rienzi" van Richard Wagner bewerkt voor orgel, koperensemble (4 trompetten, 2 hoorns, 2 trombones, 1 tuba) en 2 slagwerkers
- Frankie & Johnnie, voor 3 trompetten, hoorn, 3 trombones, tuba en slagwerk
- Concertstuk in F-groot, van Robert Schumann, op. 86 bewerkt voor 4 hoorns solo, 6 trompetten, 4 hoorns, 4 trombones, eufonium, 2 tuba's en pauken
- Treurmars (Marcia funèbre), van Ludwig van Beethoven bewerkt voor 3 trompetten, 4 hoorns, 3 trombones, tuba en slagwerk
- Pastime with good Company van Hendrik VIII van Engeland fanfare voor koperkwintet, contrabaskwintet en een aantal (meer dan vijf) verdere koperblazers
- Schilderijen van een tentoonstelling (Pictures at an Exhibition) (compleet) van Modest Moessorgski bewerkt voor symfonisch koperensemble (6 trompetten, 4 hoorns, 4 trombones, eufonium, 2 tuba's, pauken en 2 slagwerkers
- Rondeau "Prince of Denmarks's March, van Jeremiah Clarke bewerkt voor flexibel koperensemble voor 2 trompetten, Es/F hoorn, trombone/bariton/eufonium, Es/Bes/C tuba en slagwerk
- Sunday Song, voor 10 koperblazers
- The Planets, complete suite van Gustav Holst bewerkt voor symfonisch koperensemble (Es-trompet, 9 Bes-trompetten, flugelhoorn, 5 hoorns, 3 trombones, 2 eufonium, 4 tuba's) 4 slagwerkers, 2 harpen en gemengd koor
- The Water is wide (O Waly Waly), voor 10 koperblazers en slagwerk
- Water Music, van Georg Friedrich Händel bewerkt voor 10 koperblazers (4 hoorns, 1 trompet, 3 trombones, 1 eufonium, 1 tuba) en slagwerk

### Kamermuziek
- Carrickfergus, voor bariton (of eufonium/trombone) en piano (ook in een versie voor hoorn en piano)
- Lagan Love Song (My Lagan Love), voor bariton (of eufonium/trombone) en piano
- Shaker Variations - Air varie on Simple Gifts voor eufonium en piano
- Skye Boat Song, voor hoorn (of eufonium) en piano

#### Duetten voor hoorns
- Autumn Mood
- Down by the sally Gardens
- Eight bell funk
- Finnish Folk Song
- Horn blast boogie
- Hugh's Blues
- Sunday Song

#### Kwartetten voor hoorns
- Finnish Folk Song

### Filmmuziek
- The Real Brassed Off